# 길 (1970년 드라마)
《길》은 1970년 11월 30일부터 1971년 3월 12일까지 방영된 MBC 일일연속극이다.

## 등장 인물
- 최불암
- 전운
- 문정숙
- 백일섭
- 김혜자
- 윤여정
- 김용건
- 김민아